# ماري يندكفيست
ماري يندكفيست (بالسويدية: Marie Lindqvist)‏ هي راقصة سويدية، ولدت في 20 نوفمبر 1970.